# Dolichognatha pentagona
Dolichognatha pentagona là một loài nhện trong họ Tetragnathidae.
Loài này thuộc chi Dolichognatha. Dolichognatha pentagona được miêu tả năm 1850 bởi Hentz.